# Camilla Eriksson
Camilla Eriksson, född 25 juli 1971, är en svensk handbollstränare och tidigare handbollsspelare (vänstersexa). Från 1990 till 1997 spelade hon 26 landskamper och gjorde 31 mål för Sveriges landslag.

## Karriär

### Som spelare
Camilla Eriksson började spela handboll i Fjärdhundra SK och spelade i den klubben med bland andra Jessica Enström och Jenny Lindblom, som alla tre senare blev landslagsspelare. Enström och Lindblom valde därefter Irsta HF men Camilla valde Skånela IF. Ska man se till klubbresultat så var Skånela ett lyckat val, då de vann SM-guld säsongen 1991-1992. Hon valde sedan att gå till Spårvägens HF 1994. 1996 följde hon tränaren Tomas Ryde till Ikast FS i Danmark. Sejouren i Danmark blev bara ettårig och 1997 valde hon att återvända till Sverige, men valde då Stockholmspolisens IF som klubb.
Camilla Eriksson spelade 10 juniorlandskamper och 20 U-landskamper för Sverige, innan hon debuterade i A-landslaget 1991. Det blev 26 landskamper till 1997. Sista landskampen var mot Norge.

### Som tränare
Efter spelarkarriären blev Camilla Eriksson handbollstränare. Hon har tränat Skånela IF:s herrlag, och varit förbundskapten för Sveriges J- och U-damlandslag födda 1992/1993 som vann två VM-guld, 2010 och 2012. 2010 blev hon assisterande tränare till Tomas Ryde i Spårvägens HF. 2013 blev hon huvudtränare för Spårvägen, till och med 2015. Hon återvände sedan till Skånela där hon nu tränar ungdomar.

## Meriter
- SM-guld 1992 med Skånela IF